# Xenohyla
Xenohyla és un gènere de granotes de la família dels hílids que es troba als estats de Bahia i Rio de Janeiro (Brasil).

## Taxonomia
- Xenohyla eugenioi
- Xenohyla truncata